# Charles Handy

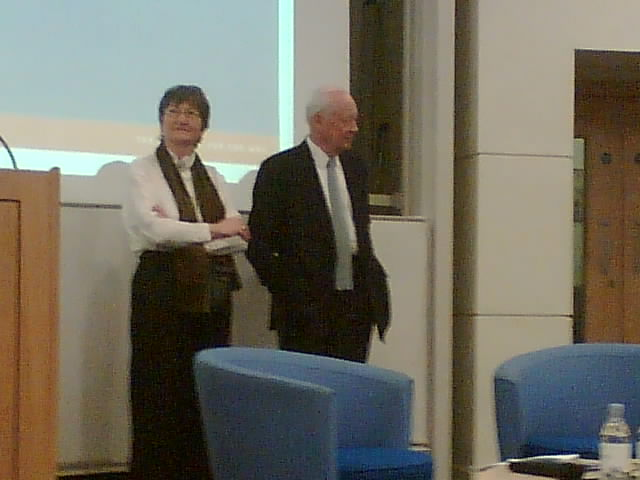
Charles und Elizabeth Handy (2007)

Charles Brian Handy (* 25. Juli 1932 in Clane, Irland; † 13. Dezember 2024 in London) war ein irischer Wirtschafts- und Sozialphilosoph sowie Autor.

## Biografie
Handys Vater war protestantischer Vikar in Irland. Handy absolvierte sein  Grundstudium am Oriel College, Oxford; abgeschlossen 1956 Summa cum laude in Greats (Literae Humaniores, einem Studium mit klassischen Inhalten, Geschichte und Philosophie). Nach dem College arbeitete Handy zwölf Jahre als Manager für den britischen Ölkonzern Royal Dutch Shell in Süd-Ost Asien und London. In Kuala Lumpur lernte er seine spätere Frau Elizabeth († 2018) kennen, die dort als Lehrerin arbeitete. Auch unter ihrem Einfluss lehnte er eine Versetzung nach Liberia ab und nahm stattdessen 1965 sein Studium an der MIT Sloan School of Management wieder auf, wo er auf Warren Bennis, Chris Argyris, Ed Schein und Mason Haire traf und ein Interesse an den Funktionsweisen von Unternehmen entwickelte.
Nach seiner Rückkehr nach England 1967, war Handy einer der Mitbegründer der London Business School (LBS), wo das einzige Sloan Programm außerhalb der USA angeboten wird. Handy wurde der erste Dekan des Sloan Programms der LBS, wo Führungskräfte üblicherweise im Alter von Mitte bis Ende 30 ausgebildet wurden. Seine ungewöhnlichen Methoden hinterließen einen bleibenden Eindruck, der noch Jahre zu spüren war, nachdem Handy die LBS verlassen hatte. Er übernahm 1972 eine volle Professur für Managementpsychologie an der LBS und lehrte dort weiter. Hier wurden die Fragen der Veränderung von Gesellschaft und Arbeitswelt und die nötige Reaktion darauf der Mittelpunkt seiner Arbeit.
Von 1977 bis 1981 arbeitete Handy in einem Konferenz- und Ausbildungszentrum für Ethik und Werte in Windsor Castle (der Privatresidenz der Queen of England).
Von 1987 bis 1989 war er Vorsitzender der Royal Society of Arts in London. Er hielt Ehrendoktortitel von sieben britischen Universitäten. In Großbritannien ist er wegen seines BBC-Radio-Programmes „Gedanken für Heute“ (Thoughts for Today) einer größeren Öffentlichkeit bekannt. Handy gilt als einer der einflussreichsten Managementdenker.
Handy hatte zwei erwachsene Kinder und lebte abwechselnd in England und Italien. 2018 verstarb Handys Frau, die Fotografin Elizabeth Handy, bei einem Unfall, bei dem Handy am Steuer saß.

## Kernpunkte von Handys Arbeit
Handy beschäftigte sich hauptsächlich mit den Veränderungen, denen Arbeit und Organisationen in der modernen Gesellschaft und Wirtschaft unterliegen. In diesem Zusammenhang beschreibt er in seinem Buch Gods of Management vier Organisationsformen und deren Kulturen, die er durch vier klassische griechische Götter repräsentiert. Die Organisationen sind in der folgenden Tabelle kurz beschrieben.
|                    | Club-Kultur                 | Rollen-Kultur                                                           | Aufgabenkultur                                                | Existentielle Kultur      |
| ------------------ | --------------------------- | ----------------------------------------------------------------------- | ------------------------------------------------------------- | ------------------------- |
| Gott               | Zeus                        | Apollo                                                                  | Athene                                                        | Dionysos                  |
| Bild               |                             |                                                                         | Netzwerk                                                      |                           |
| Ordnungs- prinzip  | zentrale Person             | geschriebene Regeln, feste Rollen                                       | wechselseitige Übereinkunft, wechselnde Rollen                | Verhandlung               |
| Erfolgs- rezept    | Handle wie der Chef!        | Halte dich an die Regeln!                                               | Passe dich immer wieder neu an!                               | Mache Kompromisse!        |
| Umwelt             | Junge Unternehmen           | Stabile, vorhersagbare Umwelt, wiederkehrende Aufgaben                  | instabile Umwelt, wechselnde Aufgaben                         | -                         |
| Probleme           | -                           | Veränderungen                                                           | repetitive Aufgaben, Routine                                  | Erreichen eines Konsenses |
| korrespondiert mit | Mintzberg’s Einfachstruktur | Mintzberg’s Maschinenbürokratie Tom Burns’ mechanistischer Organisation | Mintzberg’s Adhokratie Tom Burns’ organistischer Organisation | -                         |

Die drei ersten Kulturen (Klub-, Rollen-, Aufgaben-Kultur) sind recht konventionell. Nach Handy gibt es keine industrielle existentielle Organisation, aber der Industrie-Trend zum Outsourcing wird seiner Meinung nach mehr Organisationen dieses Typus hervorbringen. Traditionell hätten sich Zeus- und Athene-Kulturen eventuell in Richtung von Apollo-Kulturen entwickelt. Doch die Veränderung der Welt mit instabileren Umweltbedingungen und einer immer stärker gebildeten und mobileren Mitarbeiterschaft, die sich gleichzeitig immer weniger in die starren Strukturen der Organisation einpassen wollen, erzwingt Veränderungen und Anpassungen, die ein Fortbestehen dieser Organisationen in Frage stellen.
Weiterhin sieht Handy einen Paradigmenwechsel in der Industrie. In einem ähnlich dramatischen Umbruch, wie die Subsistenzwirtschaft im 19. Jahrhundert von der industriellen Revolution abgelöst wurde, so glaubt Handy, wird die industriell revolutionierte Wirtschaft von der Wissenswirtschaft (engl. knowledge economy) abgelöst werden.

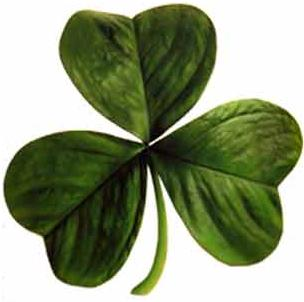
Shamrock

Dies erfordert eine Umstrukturierung der Unternehmen. Handy verwendet das irische Nationalemblem, das Shamrock (dreiblättriges Kleeblatt). Die Shamrock-Organisation basiert auf drei wesentlichen Elementen:
Das erste nennt Handy professionellen Kern (engl. professional core), bestehend aus Facharbeitern, Technikern und dem Management. Hier sieht Handy die differenzierenden Kenntnisse und Fähigkeiten des Unternehmens konzentriert. Diese Mitarbeiter werden hoch entlohnt, wofür man von ihnen außerordentliche Leistungen, Flexibilität und Einsatz verlangt. Diese Gruppe wird in einer Aufgaben-Kultur (Athene) gemanagt.
Die zweite Gruppe sind die Sonder- und Spezialleistungen, die über den Markt billiger beschafft werden können (vgl. Transaktionskostentheorie), also Organisationen von Spezialisten, die über vertragliche Bande, aber nicht mehr in Vollzeit für das Unternehmen (oder andere) tätig sind. Handy bezieht sich hier nicht nur auf Komponenten und Materialien, sondern auch auf Dienstleistungen, z. B. Firmenkantine, Maschinenreinigung, Wartung- und Instandhaltung etc. Durch diese Praxis werden auch neue Kenntnisse wichtiger, z. B. Just in time-Liefersysteme und ähnliche Entwicklungen. Die Entlohnung dieser Personengruppe findet nach Aufgabenstellung statt, nicht nach Zeitlöhnen.
Als dritte Gruppe sieht Handy flexible Arbeitskräfte, eine (große) Gruppe von Personen, die nicht über einen permanenten Arbeitsplatz verfügen, sondern von den Unternehmen nur bei Bedarf und für die Dauer des Bedarfs angeworben werden. Diese Gruppe darf vom Management trotzdem nicht als belanglos weil leicht ersetzbar betrachtet werden, da sich ansonsten die Kosten in Form von Qualitätsmängeln etc. niederschlagen. Diese Gruppe wird in einer Rollen-Kultur (Apollo) geführt, wobei die Führung fair genug sein muss, um die erforderliche Produktivität zu erreichen.
Mit dem Auftauchen von Shamrock-Organisationen kommt es zu einer weiteren Diskontinuität in den Machtstrukturen von Organisationen. Statt wie bisher Macht im Zentrum einer Organisation zu konzentrieren, sieht Handy das Erscheinen von föderalen Organisationen (engl. federal organization) voraus. In föderalen Organisationen konzentrieren sich Wissen und Kenntnisse in den Shamrock-organisierten Teilorganisationen. Hier wird auch über Strategie, Investition usw. entschieden. Der Antrieb zur Zusammenarbeit ist für die Teilorganisationen der mögliche Zugewinn an Skalenerträgen oder ähnlichen Vorteilen. Die Firmenzentrale übernimmt nur noch unterstützende Funktionen für die Teilorganisationen, z. B. Großinvestitionen, Entwicklungsinvestitionen oder Ernennung der Spitzenkräfte. Die vordringlichste Aufgabe des Zentrums ist die Formung und Erhaltung der Vision.
Handy beschreibt die föderale Organisation in einer Analogie mit Universitäten, wo die zentrale Verwaltung weder die Kenntnisse, noch die Möglichkeit hat, die Fachbereiche direkt zu führen. Hierfür müssen zwei Kriterien erfüllt werden.
1. Subsidiarität, Funktionen, die effizienter auf niedrigeren Ebenen entschieden werden können auch dort entscheiden zu lassen. Dies erfordert von der zentralen Führung erhebliches Vertrauen in die föderalen Elemente. Subsidiarität kann sich nur beweisen, wenn die zentrale Führung Kontrollfunktionen aufgibt und den Elementen genügend Zeit zur Entwicklung der benötigten Kenntnisse und Fähigkeiten gibt.
2. Erweiterungsdrang, der Drang der föderalen Elemente, ihren Aufgabenbereich zu erweitern und auszudehnen. Handy verwendet das Bild des invertierten Doghnuts (amerikanisches Schmalzgebäck mit einem Loch in der Mitte). Beim invertierten Doghnut ist das Loch in der Mitte gefüllt und dann besteht eine torusförmige Lücke nach außen. Dem Job wird mit dieser Lücke ein Spielraum gegeben, in den sich der Jobinhaber und seine Aufgaben erweitern können.

Während traditionelle Unternehmen in Apollo-Kulturen organisiert waren, mit engen Aufgaben- und Arbeitsbeschreibungen, so wandelt sich diese Organisationsform in Handys föderalen Organisationen mehr und mehr zu Athene-Kulturen mit entsprechend flexiblen Aufgabe- und Arbeitsstellungen.

## Werke (Auswahl)
- Understanding Organizations London 1976 Penguin
- The Future of Work, Oxford 1984 Basil Blackwell
- Gods of Management : The Changing Work of Organizations, London 1986 Business Books
- The Making of Managers, London 1988 Longman
- The Age of Unreason,  London 1989 Business Books
- The empty Raincoat, London 1994 Hutchinson
- The Hungry Spirit, London 1997 Hutchinson
- Twenty-One ideas for Managers: Practical Wisdom for Managing Your Company and Yourself London 2000 Jossey-Bass
- Ich und andere Nebensächlichkeiten, Düsseldorf, 2007